# Emil Grosswald
Emil Grosswald (15 décembre 1912 - 11 avril 1989) est un mathématicien qui travaille principalement en théorie des nombres.

## Biographie

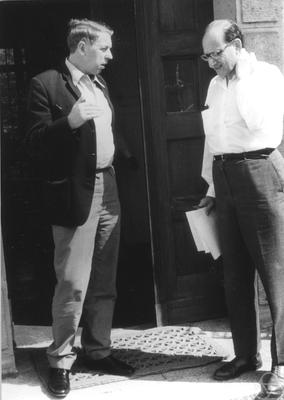
Emil Grosswald (à droite) et Fred van der Blij en 1968.

Grosswald est né le 15 décembre 1912 à Bucarest, en Roumanie. Il obtient une maîtrise en mathématiques et en génie électrique de l'Université de Bucarest en 1933, passe six mois en Italie, puis reçoit un diplôme de l'École supérieure d'électricité de Paris (Promotion 1940).
Grosswald est juif. Lorsque la guerre éclate, il fuit Paris en juin 1940 pour l'université de Montpellier, où il entreprend des études doctorales en mathématiques. Il s'enfuit à la fin de 1941, à travers l'Espagne et Lisbonne vers Cuba. Il s'installe à Porto Rico en 1946 puis aux États-Unis en 1948. Il obtient son doctorat avec Hans Rademacher de l'Université de Pennsylvanie en 1950. Il est professeur invité à l'Université de Paris en 1964-1965 et l'un de ses livres, La théorie des nombres, est écrit cette année-là.
Il rencontre sa femme Elisabeth (Lissy) Rosenthal à Cuba, probablement en 1941 ou 1942. Ils se marient en 1950 à Saskatoon, au Canada, où il a son premier poste d'enseignant après avoir obtenu son doctorat. Ils passent deux ans à l'Institute for Advanced Study de Princeton en 1951 et 1959. Lors de leur premier séjour, ils rencontrent Albert Einstein, avec qui Emil entretient une correspondance, léguée plus tard à l'université du Texas, et nouent de nombreuses amitiés, entre autres avec le physicien Freeman Dyson.
Emil et Lissy ont deux filles, Blanche, devenue professeur de travail social à l'université Rutgers et décédée en 2003 à l'âge de 50 ans, et Vivian, professeur de droit à l'université de Pittsburgh. Vivian est décorée en 2007 par la République d'Autriche pour son travail en tant que représentante des États-Unis auprès du Comité autrichien du Fonds général de règlement pour l'indemnisation des biens de l'époque nazie, et en 2013 par le gouvernement français pour ses services dans la promotion de la langue française et culturelle aux États-Unis. Emil est l'oncle de Pamela Ronald (en), membre de l'Académie nationale des sciences, dont le père Robert Ronald (né Rosenthal) décrit l'évasion de la famille des nazis dans ses mémoires, "Last Train to Freedom". Emil est aussi le neveu du compositeur français Marcel Mihalovici, arrivé à Paris dans les années 1920 avec Georges Enesco.
Grosswald est décédé le 11 avril 1989 à Narberth, en Pennsylvanie.
Après la mort de Grosswald, l'American Mathematical Society tient une réunion nationale en son honneur, et en 1991 un Festschrift est publié en son honneur : « A Tribute to Emil Grosswald : Number Theory and Related Analysis ».

## Carrière
Les trois premiers articles scientifiques de Grosswald, écrits alors qu'il est à Cuba, sont publiés sous le pseudonyme d'EG Garnea. Il publie des articles en anglais, allemand, français, espagnol et italien.
Après avoir obtenu son doctorat en 1950, Grosswald enseigne à l'Université de Pennsylvanie jusqu'à ce que, vers la fin de sa vie, il part à l'Université Temple pour aider à construire son département d'études supérieures en mathématiques. Il occupe également des postes à l'Université de la Saskatchewan (1950), à l'Institute for Advanced Study (1951 et 1959), au Technion (1980-1981), au Swarthmore College (1982) et à l'Université de Paris (Institut Marie Curie).
Grosswald complète certaines œuvres de son professeur Hans Rademacher, décédé en 1969. Rademacher prépare des notes pour une conférence Earle Raymond Hedrick à Boulder, Colorado en 1963 sur la somme de Dedekind, mais tombe malade et Grosswald donne la conférence pour lui. Après la mort de Rademacher, Grosswald édite et complète les notes et les publient dans la série Carus Mathematical Monographs sous le titre Dedekind Sums . Il édite également pour publication le manuel posthume de Rademacher Topics in Analytic Number Theory. Il publie de nombreux autres livres et d'innombrables articles.
Grosswald est élu au conseil des gouverneurs de la Mathematical Association of America pour 1965-1968. Le département de mathématiques de l'Université Temple parraine chaque année les conférences commémoratives Emil Grosswald.

## Publications
- Emil Grosswald et Hans Rademacher, Dedekind Sums, vol. 16, Washington, DC, Mathematical Association of America, coll. « Carus Mathematical Monographs », 1972 (ISBN 978-0-88385-016-9)
- Hans Rademacher, Topics in Analytic Number Theory, vol. 169, Berlin, Springer-Verlag, coll. « Grundlehren der mathematischen Wissenschaften », 1973 (ISBN 978-0-387-05447-6, lire en ligne )
- Hans Rademacher, Collected Papers of Hans Rademacher, vol. 1, Cambridge, MIT Press, 1974 (ISBN 978-0-262-07055-3)(View 2nd volume.), vol. 2 (ISBN 0-262-07055-3, lire en ligne)
- Emil Grosswald, Bessel Polynomials, Berlin, Springer-Verlag, 1978 (ISBN 978-0-387-09104-4)[7]
- Emil Grosswald, Topics from the Theory of Numbers, Cambridge, 2nd, 2008 (1re éd. 1984) (ISBN 978-0-8176-4837-4)
- Emil Grosswald, Representations of Integers as Sums of Squares, Berlin, Springer-Verlag, 1985 (ISBN 978-0-387-96126-2)